# Bombardeo del mercado central de Alicante
El bombardeo del Mercado Central de Alicante del 25 de mayo  fue un ataque aéreo perpetrado por la aviación fascista italiana en la ciudad española de Alicante en 1938. Es considerado uno de los primeros grandes ataques contra población civil ocurridos durante la guerra civil española (1936-1939).
Con un balance de víctimas mortales inexacto, se cifra dicha cantidad en más de 300 muertos. Estudios realizados barajan los 275 (aprox.) que figuran en el registro del cementerio municipal (100 hombres, 56 mujeres, más de 10 niños y más de 100 personas no identificadas), un número indeterminado de enterrados en localidades próximas de la Provincia de Alicante y más de 1000 heridos. Entre los documentos conservados en el Archivo Municipal de Alicante se encuentra un documento realizado por las autoridades franquistas bajo el título "Relación numérica de los muertos habidos a consecuencia de los bombardeos aéreos que sufrió la ciudad" en el que se da la cifra de 393 muertos tras el bombardeo del 25 de mayo. En la placa colocada por el Ayuntamiento en la plaza 25 de mayo se habla de 311 muertos.
Según estudios y entrevistas posteriores a los supervivientes, las escenas ocasionadas por tanta destrucción fueron dantescas, con muchas bajas por decapitación.
También hubo muertos en otros lugares de la ciudad, como la plaza de Gabriel Miró, la calle Vicente Inglada, las cercanìas del Club de Regatas y la calle Gerona. Otros de los edificios afectados fueron la sede central de la actual Caja de Ahorros del Mediterráneo en la calle de García Hernández (hoy llamada de "San Fernando") y la sede del diario republicano El Luchador en la calle de Ángel Pestaña (hoy denominada de "San Francisco").

## El bombardeo
El bombardeo del 25 de mayo formaba parte de la campaña de terror ordenada por las autoridades nacionales, cuando las tropas rebeldes alcanzaron el Mediterráneo y comenzaron el consiguiente avance sobre Valencia. Por esas mismas fechas, hubo bombardeos sobre otras poblaciones civiles en toda la costa mediterránea, a cargo de los aviones italianos de Mallorca, que no cesaron hasta que se inició la Batalla del Ebro. 
En Alicante, a las 11:18 horas del miércoles 25 de mayo de 1938, entre 7 y 9 aviones, Savoia Marchetti SM.79 “Sparviero” italianos del bando sublevado, que habían despegado de Mallorca a las 8:10 de la mañana, lanzaron sobre el centro de la ciudad alrededor de 90 bombas (56 de 100 kg, 8 de 20 kg y 20 de 15 kg), algunas de las cuales dieron en el Mercado Central, repleto de gente dada la hora de la mañana que era (y que no habían sonado las sirenas), por lo que la mortandad fue espantosa. La tripulación de los bombarderos era italiana en su totalidad, y los jefes de las dos escuadrillas que llevaron a cabo el ataque, con 4 minutos de intervalo, fueron los capitanes De Prato y Zigiotti.
«Lo cierto es que los aviones no entraron por el mar, como venía siendo habitual, sino que lo hicieron desde el interior, escapando de las escuchas antiaéreas situadas en la playa del Postiguet y en el Puerto, orientadas hacia el Mediterráneo», según explica Roque Moreno, catedrático de Historia Contemporánea de la Universidad de Alicante. La ciudad, que sufrió más de setenta bombardeos durante la contienda, contaba con refugios antiaéreos con capacidad para más de 30 000 personas, pero esa mañana nadie pudo alcanzarlos por la maniobra de la escuadra dirigida por De Prato y Zigiotti.
El parte de guerra republicano habló de que "la criminal aviación extranjera al servicio de los facciosos" había causado "doscientos cincuenta muertos en su mayor parte niños y mujeres" y un número de heridos "muy elevado" (y más de cincuenta edificios habían quedado destruidos). Algunos supervivientes dejaron relatos terroríficos sobre el alcance del bombardeo:

Vi cadáveres destrozados y miembros esparcidos por todas partes. Era un espectáculo dantesco. (...) Estaba en Correos cuando comenzó la pesadilla. Me desplacé al mercado, para ayudar en lo que pudiera y me quedé paralizado de horror. Entre varios, trasladamos algunos heridos a la Casa de Socorro, pero ya no había sitio para más. Hasta las aceras próximas se hacinaban los moribundos, entre gritos de dolor y de espanto... De aquella terrorífica visión, nunca podré borrar de mi memoria la expresión de un niño que recogimos, con su carita ensangrentada, que no quería morir. Lo llevamos a la Casa de Socorro y un médico se hizo cargo de él. Ya nunca más supe de aquel niño. Las últimas horas de tan aciago día las pasé mordiéndome los puños de impotencia y sollozando ante tanta desolación y muerte

El cuerpo diplomático acreditado en Alicante hizo público un comunicado en el que mostraba su pésame por las "numerosas víctimas producidas pertenecientes al elemento civil" y denunciaba que "el ataque haya sido recibido en el casco céntrico de la población, alejado de objetivos militares".

## Repercusiones internacionales
El bombardeo tuvo gran repercusión internacional. El día 27 el gobierno español presentó una nota de protesta a los gobiernos de Francia y el Reino Unido y los británicos formaron una comisión para que investigara los efectos y las circunstancias del ataque. La comisión llegó a Alicante el 22 de agosto y dictaminó que había sido un "ataque deliberado a una zona civil".
Las víctimas, en su mayoría, fueron enterradas en fosas comunes del cuadro n.º 12 del cementerio municipal de Alicante y permanecieron sin lápida ni recordatorio alguno hasta el año 1995.
Contrasta cómo el bombardeo de Guernica ha sido recordado gracias al cuadro de Picasso, mientras que el del 25 de mayo en Alicante ha permanecido en la ignorancia y el olvido por causa del miedo y la represión ejercida durante muchos años sobre la población alicantina. En la actualidad, tan sólo una modestísima placa de cerámica en la pared del Mercado Central recuerda este hecho doloroso.
Las consecuencias del bombardeo del 25 de mayo, y de los que le antecedieron y siguieron (desde el inicio de la guerra hasta el 22 de agosto de 1938 había sufrido 50 bombardeos con un resultado de 400 muertos) fueron que la ciudad presentara un aspecto lamentable, con las calles llenas de escombros. Además una parte de la población abandonó la ciudad (la llamada "columna del miedo") e incluso las autoridades tuvieron que tomar medidas muy severas para que los obreros continuaran trabajando, especialmente en el puerto.

«El bombardeo de las poblaciones civiles por nuestros aviones (lo afirmo rotundamente) no existe. Se bombardean tan sólo objetivos de carácter militar. Es cierto que se producen bajas entre la población civil. Y son muy de lamentar. Pero el Gobierno rojo, lejos de evitarlas, las sitúa cerca de los objetivos militares. Después de todo, el ejército rojo necesita y desea esas víctimas para su propaganda».
Francisco Franco en una entrevista al periódico británico The Times el 28 de junio, un mes después del bombardeo.

## Elementos conmemorativos

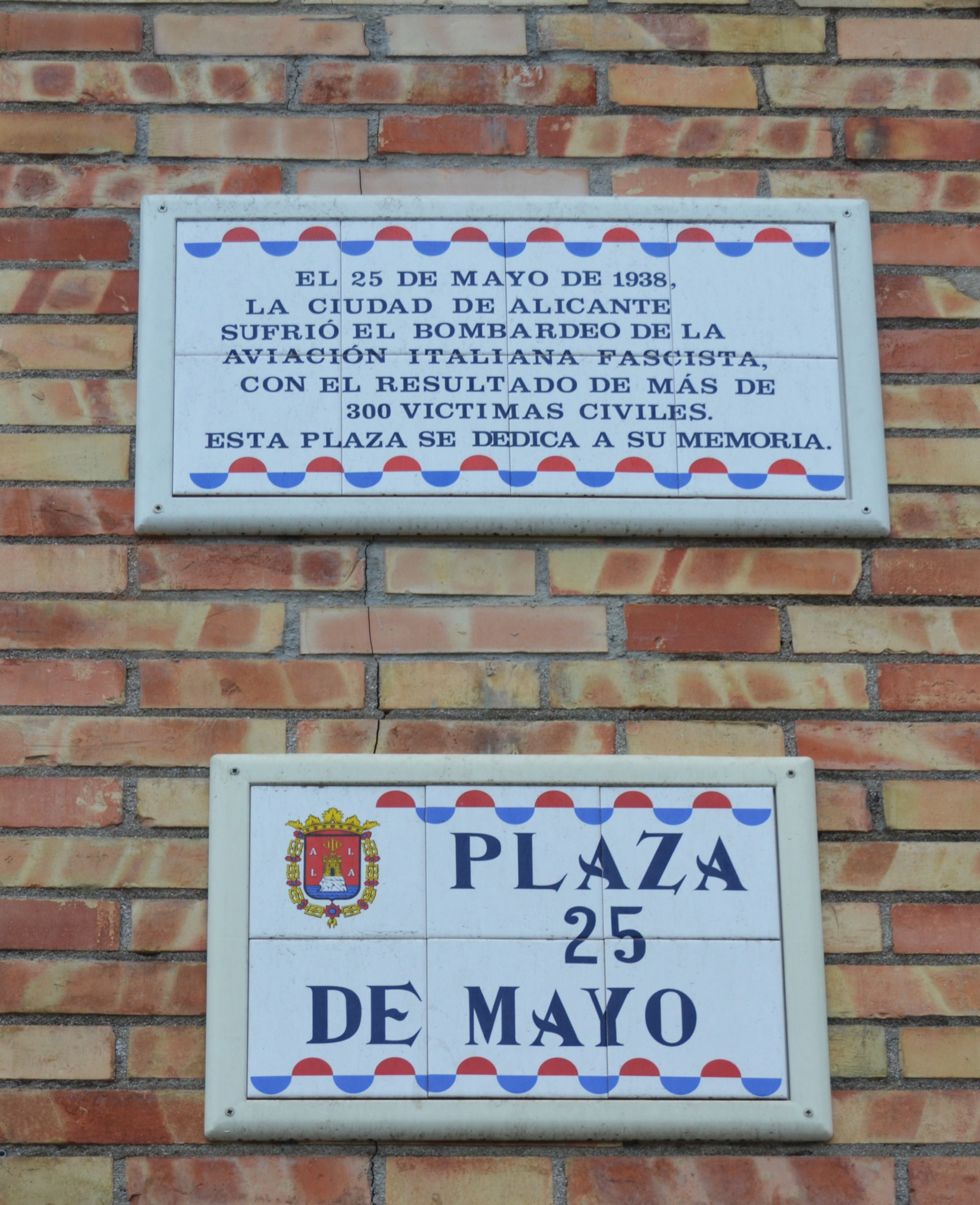
Placa en recuerdo de las víctimas del bombardeo.

Como ya se ha dicho, existe una pequeña placa que recuerda a las víctimas del bombardeo en la plaza del 25 de mayo. Si entramos en el interior del mercado observaremos también la sirena antiaérea, que no llegó a sonar, junto al reloj que marca la hora del bombardeo.
Tras varios años, la Comisión Cívica para la Recuperación de la Memoria Histórica convocó un concurso para la colocación de un monumento conmemorativo en la plaza del 25 de Mayo ganado por la arquitecta Elena Albajar. El 25 de mayo de 2013 se instaló a la entrada del Mercado Central, por la plaza, en el pavimento del suelo nueve placas de aluminio que representan los nueve aviones que bombardearon la ciudad, con 90 puntos negros por cada una de las bombas que cayeron sobre la misma. Asimismo, las placas cuentan con unos 300 agujeros rellenados con terminales de fibra óptica, que cada mediodía (12:00) se iluminan de color rojo durante 10 minutos para conmemorar a los fallecidos en la masacre. 
El 29 de marzo de 2010 la Comisión de gobierno aprobó el cambio de denominación de la plaza del Mercado que desde ese día pasaba a llamarse plaza del 25 de Mayo tal y como solicitó la Asociación Cultural Alicante Vivo en reiteradas ocasiones. El descubrimiento de la placa tuvo lugar el 25 de mayo de 2010 tras un emotivo acto, no exento de polémica, al que no acudió la Comisión Cívica para la Recuperación de la Memoria Histórica. Durante el acto la alcaldesa de Alicante, Sonia Castedo, no dudó en calificar en reiteradas ocasiones a los autores de la masacre como "fascistas".
Musicalmente, los dramáticos y fratricidas hechos acaecidos el 25 de mayo de 1938, a consecuencia del bombardeo del mercado central de Alicante en la guerra civil española, también han tenido su repercusión y transcendencia artística en los compositores alicantinos. Compositores que han tenido la sensibilidad y compromiso artístico social de recrear y transmitir mediante el arte de los sonidos, los trágicos y desgarradores hechos bélicos con obras musicales conmemorativas como el poema sinfónico 25 de Mayo del catedrático y compositor Manuel Más Devesa, y la elegía para violonchelo 25 de mayo de 1938, Alicante de la tragedia a la esperanza del catedrático y compositor Miguel Brotóns.